# Ik kom eraan (Dries Roelvink)
Ik kom eraan (Route du Soleil) is een hitsingle van de Nederlandse artiest Dries Roelvink.
Het nummer Ik kom eraan kwam uit in een periode waarin het Dries Roelvink voor de wind gaat qua carrière; er kwam zelfs een film over zijn leven, genaamd I Love Dries. Zijn relatie met zijn vrouw stond echter op een lager pitje.
Roelvink begon op zijn webpagina een actie om Ik kom eraan de top 10 van de Nederlandse Top 40 in te promoten. Dit zou dan een einde maken aan de twijfelachtige eer van Roelvink dat hij nog nooit de top 10-notering had gehaald. Zodoende werd de verkoop van de single via bijvoorbeeld iTunes sterk gepromoot. Populaire weblogs als GeenStijl schoten Dries zelfs de helpende hand toe. In de Single Top 100 werd uiteindelijk de top tien gehaald.
Het nummer zelf gaat over een tocht over de Route du Soleil richting een geliefde.

## Hitnotering
| Ik Kom Eraan (Route Du Soleil) in de Single Top 100 - binnen: 14-07-2007 | Ik Kom Eraan (Route Du Soleil) in de Single Top 100 - binnen: 14-07-2007 | Ik Kom Eraan (Route Du Soleil) in de Single Top 100 - binnen: 14-07-2007 | Ik Kom Eraan (Route Du Soleil) in de Single Top 100 - binnen: 14-07-2007 | Ik Kom Eraan (Route Du Soleil) in de Single Top 100 - binnen: 14-07-2007 | Ik Kom Eraan (Route Du Soleil) in de Single Top 100 - binnen: 14-07-2007 | Ik Kom Eraan (Route Du Soleil) in de Single Top 100 - binnen: 14-07-2007 | Ik Kom Eraan (Route Du Soleil) in de Single Top 100 - binnen: 14-07-2007 | Ik Kom Eraan (Route Du Soleil) in de Single Top 100 - binnen: 14-07-2007 | Ik Kom Eraan (Route Du Soleil) in de Single Top 100 - binnen: 14-07-2007 | Ik Kom Eraan (Route Du Soleil) in de Single Top 100 - binnen: 14-07-2007 | Ik Kom Eraan (Route Du Soleil) in de Single Top 100 - binnen: 14-07-2007 | Ik Kom Eraan (Route Du Soleil) in de Single Top 100 - binnen: 14-07-2007 |
| Week                                                                     | 1                                                                        | 2                                                                        | 3                                                                        | 4                                                                        | 5                                                                        | 6                                                                        | 7                                                                        | 8                                                                        | 9                                                                        | 10                                                                       | 11                                                                       |                                                                          |
| ------------------------------------------------------------------------ | ------------------------------------------------------------------------ | ------------------------------------------------------------------------ | ------------------------------------------------------------------------ | ------------------------------------------------------------------------ | ------------------------------------------------------------------------ | ------------------------------------------------------------------------ | ------------------------------------------------------------------------ | ------------------------------------------------------------------------ | ------------------------------------------------------------------------ | ------------------------------------------------------------------------ | ------------------------------------------------------------------------ | ------------------------------------------------------------------------ |
| Nummer                                                                   | 85                                                                       | 70                                                                       | 62                                                                       | 25                                                                       | 8                                                                        | 4                                                                        | 10                                                                       | 21                                                                       | 58                                                                       | 57                                                                       | 73                                                                       | uit                                                                      |